# Ministri per le politiche per la famiglia della Repubblica Italiana
I ministri per le politiche della famiglia della Repubblica Italiana si sono avvicendati dal 1994 in poi, con diverse denominazioni e competenze.

## Lista
| Ministro | Ministro         | Ministro                      | Partito                           | Governo         | Mandato          | Mandato          | Leg.  |
| Ministro | Ministro         | Ministro                      | Partito                           | Governo         | Inizio           | Fine             | Leg.  |
| --- | ---------------- | ----------------------------- | --------------------------------- | --------------- | ---------------- | ---------------- | ----- |
| Famiglia e solidarietà sociale |                  |                               |                                   |                 |                  |                  |       |
| |                  | Antonio Guidi (1945)          | Forza Italia                      | Berlusconi I    | 11 maggio 1994   | 17 gennaio 1995  | XII   |
| |                  | Adriano Ossicini (1920-2019)  | Indipendente                      | Dini            | 17 gennaio 1995  | 17 maggio 1996   | XII   |
| Politiche per la famiglia |                  |                               |                                   |                 |                  |                  |       |
| |                  | Rosy Bindi (1951)             | La Margherita Partito Democratico | Prodi II        | 17 maggio 2006   | 8 maggio 2008    | XV    |
| Deleghe conferite al Sottosegretario di Stato alla Presidenza del Consiglio dei ministri Carlo Giovanardi (Governo Berlusconi IV, 2008-2011). |                  |                               |                                   |                 |                  |                  |       |
| Deleghe conferite al Ministro per gli affari regionali Enrico Costa (Governo Gentiloni, 2016-2017)                                            |                  |                               |                                   |                 |                  |                  |       |
| Famiglia e disabilità |                  |                               |                                   |                 |                  |                  |       |
| |                  | Lorenzo Fontana (1980)        | Lega per Salvini premier          | Conte I         | 1º giugno 2018   | 10 luglio 2019   | XVIII |
| |                  | Alessandra Locatelli (1976)   | Lega per Salvini premier          | Conte I         | 10 luglio 2019   | 5 settembre 2019 | XVIII |
| Pari opportunità e famiglia |                  |                               |                                   |                 |                  |                  |       |
| |                  | Elena Bonetti (1974)          | Italia Viva                       | Conte II        | 5 settembre 2019 | 14 gennaio 2021  | XVIII |
| Draghi | 13 febbraio 2021 | Elena Bonetti (1974)          | Italia Viva                       | 22 ottobre 2022 |                  |                  | XVIII |
| Famiglia, natalità e pari opportunità |                  |                               |                                   |                 |                  |                  |       |
| |                  | Eugenia Maria Roccella (1953) | Fratelli d'Italia                 | Meloni          | 22 ottobre 2022  | in carica        | XIX   |